# Брознич, Нина
Нина Брознич (хорв. Nina Broznić; род. 19 февраля 1991 года, Риека) — хорватская лыжница, участница Олимпийских игр в Ванкувере. 
В Кубке мира Брознич дебютировала в 2010 году, в спринтерской гонке, на сегодняшний день дебютная гонка остается единственной её гонкой в рамках Кубка мира, в этой гонке она заняла 74-е, предпоследнее, место.
На Олимпиаде-2010 в Ванкувере заняла 52-е место в спринте классическим стилем.
За свою карьеру принимала участие в одном чемпионате мира, на чемпионате мира 2011 года заняла 68-е место в спринте свободным ходом и 61-е место в гонке на 10 км классическим стилем.